# Институт за рачунарске и информационе системе Енергоинвест - ИРИС
Институт за рачунарске и информационе системе Енергоинвест - ИРИС је организација удруженог рада која је током свог постојања (1977—1988) оставила значајан траг у развоју jугословенске информатике, телекомуникација и аутоматике. Институт је био базиран у Сарајеву.

## Историја
Током седамдесетих година, Емерик Блум, оснивач Енергоинвеста, и Ахмед Манџић, декан Електротехничког факултета у Сарајеву, зачетник босанскохерцеговачке информатике, учесник пројекта "ЦЕР" Института Михајло Пупин, Београд, (задужен за аритметичку јединицу), у оквиру Енергоинвест ИРЦА (Истраживачко-развојни центар за аутоматику), формирају Oдјељење О3.
Дана 6. априла 1977, користећи права проистекла из Закона о удруженом раду, радници Одјељења О3 и Одјељења за диспечинг у Аутоматингу, удружују свој рад, своју знање, своју будућност и формирају ООУР Институт за рачунарске и информационе системе Енергоинвест - ИРИС, Сарајево у оквиру РО Аутоматика и СОУР Енергоинвест. Први директор ИРИС-а је био Марко Зиројевић, дотадашњи шеф одјељења О3, који ће функцију обављати све до јануара 1987.
Основни мотив за формирање ИРИС-а је издвајање високо профитабилних одјељења из ИРЦА способних да самостално финансирају сопствени развој првенствено у смјеру информатике и телекомуникација.
Динамичним растом и развојем ООУР Ирис, пролази кроз бројне интеграције и трансформације, прераста и сам у радну организацију, а 1988. одлуком Енергоинвеста (уз противљење руководилаца ИРИС-а и ПЗ Аутоматике и информатике) на основу студије McKinsey из САД је реорганизован у пет независних радних организација, и то:
- РО IRIS Computer,
- РО Системи даљинског управљања (СДУ)[3],
- РО Кибернетика,
- РО Телекомуникационе технике (ЕТТ) и
- РО Електроника,

све у саставу СОУР Енергоинвест.

## Значајна достигнућа и пројекти

### РУТП (Рачунарско управљање технолошким процесима), SCADA, MJF-11 и телеметрија
ИРИС је развио и имплеметирао бројна рјешења за управљање технолошким процесима. Почев од првих процесних рачунара за управљање процесима у реалном времену (GE PACK, PDP 8), преко развојне платформе Jeumont-Schneider на бази MITRA 15, PDP-11, до Micro VAC и VME-Motorola. 1982. године развијена је процесорско-комуникациона плоча MJF-11 (Multi Job Function) која је заменила 11 штампаних плоча у систему телеметрије Jeumont-Schneider. Развијена су два независна SCADA система, Energoscada за брзе технологије на телеметрији Jeumont-Schneider и Iris-Soft за спорије технологије на новој ИРИС-овој телеметрији. Значајно је и рјешење за управљање базом Iris-Soft DBMS.

### Конзорцијум ЕКИПЕ за сарадњу на пројектима ЈУГЕЛ-а
У јуну 1983, договорено је заједничко учешће на пројектима ЈУГЕЛ-а (Југословенска електропривреда) који су се односили на управљање електроенергетским системом Југославије. Конзорцијум ЕКИПЕ су сачињавали Енергоинвест, Раде Кончар, Искра, Институт Михајло Пупин и Електронска индустрија Ниш. Својим вишедеценијским пројектом развоја САНУО (Систем за анализу, надзор, управљање и оптимизацију) ИРИС је узео значајно учешће. Круна развоја је сарадња са фирмом Control Data (CDC) – Empros, САД,  и заједничко учешће Енергоинвест-СДУ са Emprosom у пројекту за дугорочно планирање рада електроенергетског система швајцарских жељезница.

### IRIS PC-16
IRIS PC-16 је IBM PC клон развијен у сарадњи са компанијом ACS (Advanced Computing Systems) из Даласа, Тексас, САД. На основу лиценце за Microsoft MS-DOS и OEM кита за адаптацију, ИРИС-ови стручњаци праве адаптацију за матичну плочу коју је развила ACS, стварајући IRIS-DOS. Занимљиво је да је развој софтвера вреднован више него развој хардвера (матичне плоче), те уз доплату од стране ACS, ИРИС постаје носилац права за хардвер, а ACS добија лиценцу за коришћење IRIS-DOS-a у САД. Иако ИРИС није покренуо производњу матичних плоча у Југославији, на основу лиценци IRIS PC-16 се сматрао потпуно југословенским производом.
У склопу активности за истраживање и припрему тржишта ИРИС сарађује са водећом маркетиншком агенцијом ОССА Сарајево.
У сврху обуке кадрова, уходавања технолошких процеса производње, пратеће опреме, припреме пратећих штампаних материјала, као и пратећих пословних апликација, ИРИС инвестира у пројекат IRIS-8 (Apple II клон), фирме SPE Eletronic Бранислава Ступара. То се показало као одличан пословни потез и производња IRIS-8, углавном намењеног школама, је пресудно допринијела тржишном успијеху IRIS PC-16.
Загребачки магазин Старт проглашава IRIS PC-16 као најбољи естетски дизајн у категорији техничких уређаја, на Сајму технике у Београду ИРИС за овај уређај добија сајамску награду за врхунску технологију. 
У II гимназији у Сарајеву дуго је функционисала рачунарска мрежа састављена од неколико IRIS-8 станица чијим је радом управљао IRIS PC-16.

### ИРИС 11
"Од краја 70-их година ИРИС има сарадњу са фирмом Digital Equipment Corporation (DEC) као OEM произвођач њихових вишекорисничких рачунара (PDP 11) (LSI-11) и VAX."
Ирис 11 је ознака гаме рачунара компатибилне са ПДП-11 архитектуром рачунара коју је Енергоинвест Ирис током осамдесетих и деведесетих производио у различитим конфигурацијама за разне примјене. То су модели попут Ирис 73, Ирис 23, Ирис 32, Ирис ПС/ као и други.
Такве развојне програме и производњу су имали и други у Југославији, па је модел ИРИС 32 (PDP 11/34 компатибилан) сличан моделу Iskra Delta 800  словеначке Искре Делте.

### IRIS MUV
ИРИС је првенствено био оријентисан ка развоју софтвера, док је развој хардвера често био неопходан како би нека софтверска рјешења заживјела. Примјер тога је и развој нове вишекорисничке серије рачунара заснованих на архитектури Моторола 68030 IRIS MUV, наслиједника модела централних рачунара IRIS 23 и IRIS 32, као и модела IRIS PS/XX, IRIS 73/XX.

### Систем ЕНЕРГОНЕТ-ПС1 и ЈУПАК
У склопу пројекта стварања јединствене југословенске X.25 јавне мреже са комутацијом пакета (ЈУПАК), Босна и Херцеговина се опредијелила за систем Енергонет-ПС1 који ИРИС развија почев од 1983. Нажалост, ратна дејства нису допустила да та мрежа у БиХ више заживи. Један од проблема развоја мреже био је и побуна становништва Дувна и спречавање изградње фабрике оптичких каблова.

### Дигиталне телефонске централе
Будући од почетка оријентисани ка софтверу, ИРИС на тржиште телефоније ступа са дигиталним телефонским централама и развија ријешења за дигитализацију постојећих крос-бар централа. Почев од 1982. године бројне су успијешне инсталације јавних и приватних централа (модели TLC10, ET10, ET200, ET 200/RSM и ET 200 Centrex) у данашњој Босни и Херцеговини, Србији, Македонији, Русији, Украјини, Чешкој и Пољској. Наступајући као пионир у овој области, често наилазе на разне отпоре на Југословенском тржишту.

### Реализовани пројекти у индустрији, авио-саобраћају, хотелијерству и електропривреди
Бројни су објекти и системи у којима је ИРИС извео своја ријешења, неки од њих су: ТЕ Какањ, ТЕ Гацко, ТЕ Тузла 5, ХЕ Грабовица, ТЕ Шоштањ, ТЕ Битола, информациони системи управљања аеродромом Сочи, Русија, ДАЛРИБА Владивосток, Русија, Аеродроми Сарајево, Марибор и Љубљана, хотелски информациони системи на Светом Стефану, Будванској ривијери, Цетињу, Копаонику, Јахорини, Бјелашници, Игману, као и Holiday Inn у Сарајеву.
Још од оснивања Одјељења О3, ИРИС је одржавао добру сарадњу са свим електропривредама у Југославији и бројним електродистрибуцијама.

### Фабрика електронике за производњу штампаних плоча и модула
За подршку властитим пројектима и производима, првенствено за телеметрију и телефонске централе ИРИС гради и фабрику електронике за производњу штампаних плоча и модула са линијом за аутоматско лемљење и контролу.
Кроз југословенски програм развоја ИРИС је помогао и изградњу фабрике у Македонији која је имала сировинску базу за производњу штампаних плоча.

### Школски центар
ИРИС-ов школски центар за обуку корисника апликационих пакета и система дуго је функционисао у Хотелу Терме на Илиџи.

## У популарној култури

### Сарадња са Другом гимназијом у Сарајеву и Топ листа надреалиста
Имајући непрестану потребу за стручним кадровима, захваљујући реформи школства, системом усмјереног образовања, ИРИС отпочиње дугогодишњу сарадњу са II гимназијом у Сарајеву (Средњошколски центар "Огњен Прица"), кроз материјалну потпору, креирајући образовне профиле, обликујући наставне програме и узимавши активно учешће у настави. Тај уплив технологија будућности, с којима су се суочавали ученици Друге гимназије оставио је трага и у неколико скечева сарајевске емисије "Топ листа надреалиста" (коју су углавном и креирали бивши ученици Гимназије). Посебно је то видљиво у скечу "Основна усмјерена школа "Др. Стипе Шувар у Пљевљима", као и у скечу "Професор Миљенко Поповић".

### Спонзорства
Изузетан осјећај за препознавање и подршку талентима Марка Зиројевића, директора ИРИС-а, уз одличну сарадњу са маркетиншком агенцијом ОССА, довео је до реализације идеје Екрема Дупановића о спонзорству младих спортиста. Управо је ИРИС, од цијеле југословенске привреде којој је то било понуђено, постао кључни спонзор Монике Селеш у тренутку када су јој средства била неопходна да свој таленат усаврши у Америци. Учињено је то посебно суптилно без икаквих обавеза породице Селеш, а на тај начин Енергоинвест је стекао изузетну репутацију у круговима у којима је пословао. Иако није морала, Моника Селеш се захвалила учешћем на ревијалном мечу у Сарајевској Зетри.
ИРИС је помогао и идеју Вигора Маљића за оснивање Истраживачкe станицe Петница.

## Извод из библиографије

### ЕТАН/ЕТРАН[22]

#### 13 . ЕТАН, 1969, Суботица
Ахмед Манџић, Емир Хумо, Марко  Зиројевић  Истраживачко-развојни  центар за  аутоматику  "Енергоинвест", Сарајево
ОПТИМИЗАЦИЈА ДНЕВНОГ ДИСПЕЧИНГА СИСТЕМА ХИДРО И ТЕРМО ЕЛЕКТРАНА

(Рад награђен  на  XIII Конференцији ЕТАН-а)

#### 14 . ЕТАН 1970
М . Водопивец, ЕНЕРГОИНВЕСТ - ИРЦА, Сарајево

ОПТИМАЛНА РАСПОДЕЛА ПРОИЗВОДЊЕ ТЕРМОЕЛЕКТРАНА

#### 15 . ЕТАН 1971
М. Зиројевић, М. Аганагић "ЕНЕРГОИНВЕСТ" - Сарајево
ПРИМЈЕНА ЛИЕНЕАРНОГ ПРОГРАМИРАЊА У ОПТИМИЗАЦИЈИ РАСПОДЈЕЛЕ ОПТЕРЕЋЕЊА У ЕЛЕКТРОЕНЕРГЕТСКОМ СИСТЕМУ
Б .Драженовић, Љ. Тошовић, М. Зиројевић "ЕНЕРГОИНВЕСТ" - Сарајево

ОПТИМАЛНА ДЕНИВЕЛАЦИЈА АКУМУЛАЦИОНИХ ХИДРОЕЛЕКТРАНА

#### 17 . ЕТАН 1973
М . Водопивец ЕНЕРГОИНВЕСТ - ИРЦА, Сарајево,
ФОРМАЛНО ПРОЈЕКТОВАЊЕ ЛОКАЛНИХ КОНТУРА АУТОМАТСКЕ РЕГУЛАЦИЈЕ СА АСПЕКТА КОМПЛЕКСНОГ ИНФОРМАЦИОНОГ СИСТЕМА

(Проглашен за најбољи рад у комисији и награђен)

#### 19 . ЕТАН 1975
М . Водопивец ЕНЕРГОИНВЕСТ - ИРЦА, Сарајево,

ПРИНЦИПИ ПРОЈЕКТОВАЊА УПОТРЕБОМ РАЧУНАРА

#### 20 . ЕТАН 1976
М. Водопивец, М. Ашкрабић, Х. Пељто, С.Трипковић ЕНЕРГОИНВЕСТ - ИРЦА, Сарајево,

МОДЕЛИРАЊЕ ВРЕМЕНСКИХ ФИЛТЕРА И ЕЛЕМЕНАТА ВРЕМЕНСКОГ КАШЊЕЊА ДИГИТАЛНИХ СИГНАЛА НА ПРОЦЕСНОМ РАЧУНАРУ

#### 25 . ЕТАН 1981, Мостар
Гојко Бабић, Мирко Шкрбић, Бранислава Перуничић Електротехнички факултет у Сарајеву, ИРИС -"ЕНЕРГОИНВЕСТ" Сарајево

АНАЛИЗА МЕЂУСОБННОГ УТИЦАЈА ПОУЗДАНОСТИ И ПРОСЈЕЧНОГ КАШЊЕЊА У РАЧУНАРСКИМ КОМУНИКАЦИОНИМ МРЕЖАМА НА БАЗИ КОМУТАЦИЈЕ ПАКЕТА

#### 26 . ЕТАН 1982, Суботица
Мирко Шкрбић, Електротехнички факултет у Сарајеву Гојко Бабић, Институ за рачунарске и информационе системе - ИРИС, "ЕНЕРГОИНВЕСТ" Сарајево

ЈЕДАН АЛГОРИТАМ ЗА ИЗРАЧУНАВАЊЕ ГУБИТАКА У МРЕЖИ СА КОМУТАЦИЈОМ КАНАЛА

#### 27 . ЕТАН 1983, Струга
Миодраг Ашкрабић, Рајко Миловановић, Зорица Дашић, Јовица Ружић, Институт за рачунарске и информационе системе - ИРИС, Енергоинвест Сарајево
ЈЕДАН ПРИСТУП РЕАЛИЗАЦИЈИ СЕКВЕНЦИЈАЛНИХ УПРАВЉАЧКИХ АУТОМАТА НА МИКРО РАЧУНАРУ
М . Шкрбић, Б. Перуничић, Т. Драгић, Г. Бабић, Електротехнички факултет у Сарајеву, ИРИС -"ЕНЕРГОИНВЕСТ" Сарајево

ЈЕДАН МЕТОД ПРОЦЈЕНЕ КВАЛИТЕТА ТОПЛОГИЈЕ ТЕЛЕКОМУНИКАЦИОНЕ МРЕЖЕ

#### 28 . ЕТАН 1984, Сплит
Јагода Бабић, Институ  за  рачунарске и  информационе  системе - ИРИС,  Енергоинвест  Сарајево
УПОРЕДНА АНАЛИЗА CHILL И CONCURENT PASCAL
Владислав Вучетић, Злата Тица, Слободан Малешевић, Институт  за  рачунарске и  информационе  системе - ИРИС,  Енергоинвест  Сарајево

ЕКОНОМСКИ ДИСПЕЧИНГ ЕЛЕКТРОЕНЕГЕТСКОГ СИСТЕМА У РЕАЛНОМ ВРЕМЕНУ

#### 35 . ЕТАН 1991, Охрид
др . Гојко Бабић, дипл. ел. инж, Невен  Ћерић, дипл. ел. инж.  Енергоинвест-ИРИС KОМJПУТЕР,  Гундулићева  62, 71000 Сарајево

ИСПИТИВАЊЕ БРЗИНЕ РАДА СИСТЕМА ЕНЕРГОНЕТ-PS1

### ЦИГРЕ[23]

#### ДЕСЕТО СТРУЧНО САВЈЕТОВАЊЕ, ДУБРОВНИК, 11 - 16. октобра  1970
Р 41.05 – Инж. Брана Драженовић,  инж. Леила Деак,  инж. Марко  Зиројевић, Сарајево,  инж. Ибрахим Абдел,  Картум
КОМПАРАЦИЈА МЕТОДА ЗА РЈЕШАВАЊЕ РАСПОДЈЕЛЕ НАПОНА И ТОКОВА СНАГЕ У ЕЛЕКТРИЧНИМ 
МРЕЖАМА
Р 41.30 – Инж. Ђорђе  Козомара,  инж. Светозар Вучковић, Сарајево
МЕТОДА РАЧУНАЊА ТРОПОЛНОГ КРАТКОГ СПОЈА НА ДИГИТАЛНОМ РАЧУНАРУ ФОРМИРАЊЕМ ЈЕДНОДИМЕНЗИОНАЛНЕ МАТРИЦЕ ИМПЕНДАНСИ ЕЛЕКТРОЕНЕРГЕТСКОГ СИСТЕМА 
Р 70.08 – Инж. Ђорђе  Козомара,  др инж. Емир Хумо, Сарајево
ОПТИМИЗАЦИЈА РАДА ХИДРОЕЛЕКТРАНА НА ЈЕДНОМ СЛИВУ
Р 70.09 – Инж. Марио Водопивец, доц. Бранислава Драженовић 
ОПТИМАЛНА РАСПОДЈЕЛА ПРОИЗВОДЊЕ ТЕРМОЕЛЕКТРАНА
Р 70.10 – Инж. Ахмед  Манџић,  инж. Љубомир Тошовић,  инж. Марко  Зиројевић, Сарајево 
ПРИМЈЕНА ДИНАМИЧКОГ ПРОГРАМИРАЊА И МЕТОДА ЛАГРАНЖЕ-ОВИХ МУЛТИПЛИКАТОРА У ОПТИМИЗАЦИЈИ ДНЕВНОГ 

ДИСПЕЧИНГА СИСТЕМА ХИДРО И ТЕРМОЕЛЕКТРАНА

#### ДВАНАЕСТО СТРУЧНО САВЈЕТОВАЊЕ, БУДВА, 20 - 25. априла 1975.
И 341.04 – Инж. Марко  Зиројевић,  инж. Бранко Николић,  инж. Сабит Авдић,  инж. Владимир Глигић, Сарајево

ПРОЦЕСНИ ИНФОРМАЦИОНИ СИСТЕМ У ТЕ КАКАЊ ИВ

#### ЧЕТРНАЕСТО САВЈЕТОВАЊЕ, САРАЈЕВО, 13. -19. маја 1979.
Р 321.22 – Мр  инж. Бранко Николић, Сарајево

АНАЛИЗА ОСЈЕТЉИВОСТИ ЕСТИМАТОРА СТАЊА И ПРОЦЈЕНА ПАРАМЕТАРА ВОДОВА И ГРЕШАКА У МЈЕРЕЊИМА

#### СЕДАМНАЕСТО САВЈЕТОВАЊЕ, СТРУГА, 12. - 16. маја  1985
Р 31.02 – Владислав Вучетић, дипл. инж., Слободан Малешевић, дипл. инж., Злата Тица, дипл. инж., Сарајево
АНАЛИЗА ОСЈЕТЉИВОСТИ МОДЕЛА ЕД НА ПРОМЈЕНЕ РАДНЕ ТАЧКЕ СИСТЕМА
Р 32.21 – Салих Шаран, дипл. инж.,  мр  Владислав Вучетић, дипл. инж., Слободанка  Зиројевић, дипл. инж., Јагода  Галинео, дипл.
инж., Сарајево

ОСОБИНЕ ЛИНЕАРИЗОВАНОГ МОДЕЛА РЕГУЛАЦИЈЕ НАПОНА И ТОКОВА РЕАКТИВНЕ СНАГЕ У ЕЕС-у